# 宋廷枋
宋廷枋（？—？），中國清朝官員，直隸棗強縣人。
宋廷枋爲嘉慶五年（1800年）舉人。嘉慶十七年（1812年）接替翟淦，擔任台灣府嘉義縣知縣。掌管今嘉義縣、嘉義市、雲林縣一帶政事。